# IC 3056
IC 3056 ist eine irreguläre Zwerggalaxie vom Hubble-Typ Im mit aktivem Galaxienkern im Sternbild Jungfrau an der Ekliptik. Sie ist schätzungsweise 25 Millionen Lichtjahre von der Milchstraße entfernt.
Das Objekt wurde am 7. Mai 1904 von Royal Harwood Frost entdeckt.